# Bob Dole
Bob Dole, właśc. Robert Joseph Dole (ur. 22 lipca 1923 w Russell w stanie Kansas, zm. 5 grudnia 2021 tamże) – amerykański polityk, jeden z czołowych działaczy Partii Republikańskiej w drugiej połowie XX wieku. Był mężem senator z Karoliny Północnej Elizabeth Dole.
W czasie swojej kariery był m.in. liderem większości i mniejszości w izbie wyższej Kongresu, a także kandydatem swej partii na urząd prezydenta i wiceprezydenta.

## Życiorys

### Młodość i wykształcenie
Urodził się i spędził większość ze swego dzieciństwa w Russell w stanie Kansas. Podczas Wielkiego Kryzysu życie w prowincjonalnym i słabo rozwiniętym, w porównaniu z niektórymi innymi stanami, Kansas było bardzo ciężkie. Młody Bob pracował w owym czasie m.in. w aptece.
Ukończył szkołę wiosną 1941, po czym podjął studia prawnicze na stanowym uniwersytecie, ale zostały one przerwane przystąpieniem USA do II wojny światowej. Tak też studia dokończył z opóźnieniem, już na innej uczelni, w 1952.

### II wojna światowa
W 1942 wstąpił do armii, gdzie został porucznikiem w jednostkach górskich. W kwietniu 1945 walczył z wojskami niemieckiego Wehrmachtu w północnych Włoszech, gdzie został dość poważnie ranny. Czekał przeszło dziesięć godzin na polu walki, dopóki nie zabrano go do lazaretu, a potem przewieziono do szpitala wojskowego w stanie Michigan. Jego prawa ręka została częściowo sparaliżowana.
Za swoją służbę był dwukrotnie dekorowany purpurowym sercem i medalem brązowej gwiazdy.

### Kariera zawodowa
Po ukończeniu studiów prawniczych, pracował w zawodzie, pełnił funkcję prokuratora okręgu Russel County.

### Kariera polityczna

#### Kongresmen
Stan Kansas jest stanem tradycyjnie konserwatywnym. Konserwatystą z przekonania był też Dole, który został wybrany, w 1961 kongresmenem z 6. okręgu Kansas jako republikanin. Kiedy ubiegał się o reelekcję, jego okręg został zlikwidowany i kandydował w okręgu pierwszym, również odnosząc zwycięstwo. W Izbie zasiadał od 3 stycznia 1961 do 3 stycznia 1969.

#### Senator
Senatorem Stanów Zjednoczonych wybrano go po raz pierwszy w 1968, przy czym wyborcy odnawiali jego mandat w latach 1974, 1980, 1986 i 1992. Ostatniej kadencji nie ukończył, rezygnując z fotela, kiedy republikanie mianowali go kandydatem na prezydenta w 1996. W latach 1971–1973 był tytularnym przewodniczącym swej partii. Jego następcą na tym stanowisku był George H.W. Bush.
Jako senator pełnił m.in. funkcje:
- Przewodniczący Komitetu ds. Finansów (1981–1985)
- Lider większości (1985–1987 i 1995–1996)
- Lider mniejszości (1987–1995)

#### Kandydat na wiceprezydenta (1976)
Prezydent Gerald Ford obejmując w posiadanie Biały Dom po ustąpieniu Richarda Nixona, swoim wiceprezydentem mianował przedstawiciela liberalnego skrzydła partii Nelsona Rockefellera, byłego gubernatora Nowego Jorku. Jednakże w partii prym wiodą konserwatyści, którym osoba nowego człowieka nr 2 wyraźnie nie pasowała. Jednym z nich był ówczesny sekretarz obrony Donald Rumsfeld, który dopuścił, aby przecieki o nastrojach w republikańskim establishmencie dotarły do wiceprezydenta i zmusiły go do rezygnacji z ubiegania się o pełną kadencję u boku Forda.
Ford swoim partnerem na liście mianował właśnie senatora Dole’a. Jednakże wybory wygrali wówczas demokraci Jimmy Carter i Walter Mondale.

#### Kandydat na prezydenta (1996)

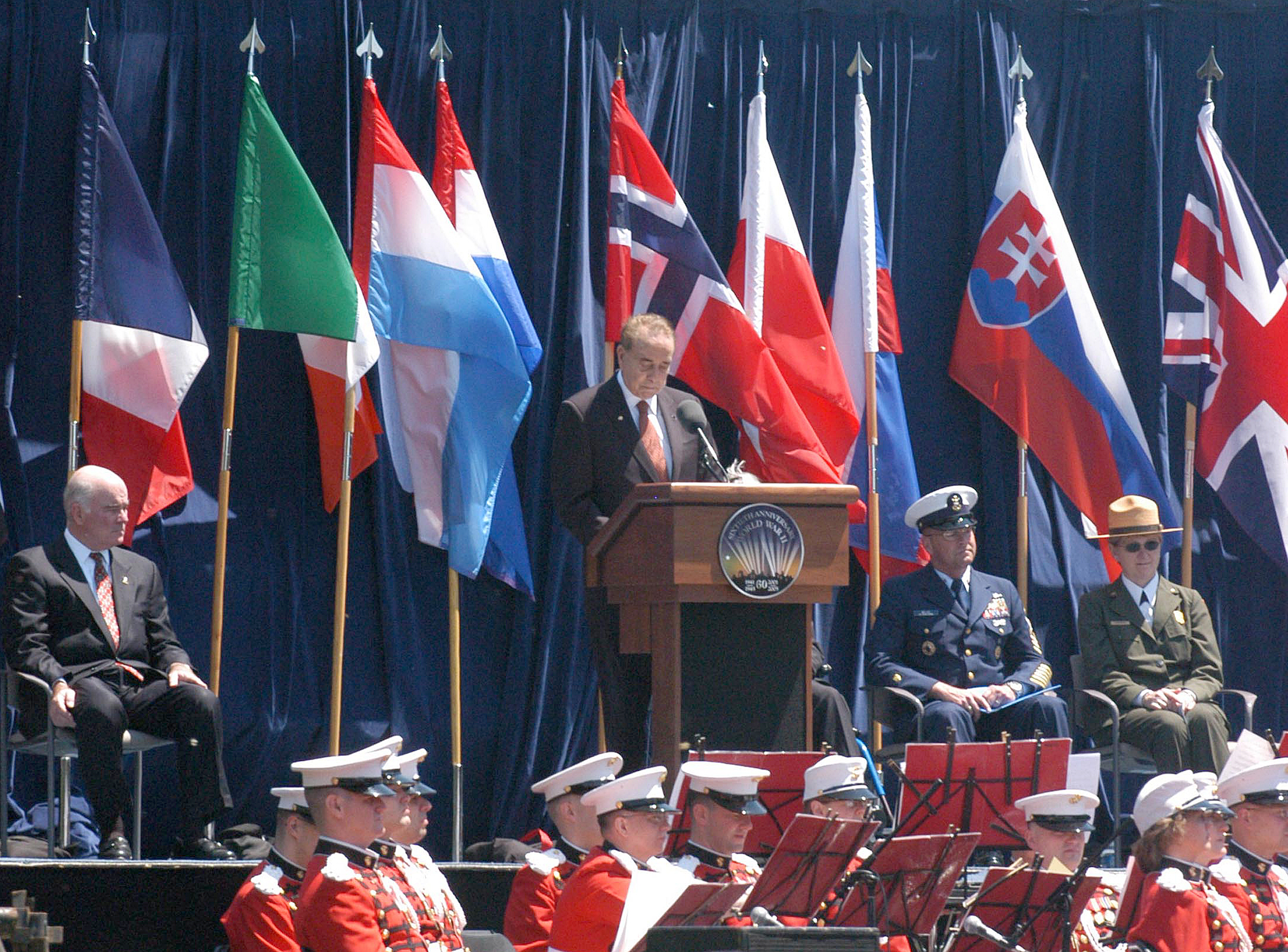
Bob Dole na 60. obchodach Dnia Weterana

W 1996 Dole został mianowany kandydatem prezydenckim republikanów, pokonując w prawyborach m.in. senatora Phila Grahama z Teksasu, gubernatora Lamara Alexandra z Tennessee i Pata Buchanana. Jego kandydatem na wiceprezydenta został kongresmen z Nowego Jorku Jack Kemp.
Rywalami Dole’a i Kempa z ramienia demokratów byli urzędujący prezydent Bill Clinton i Al Gore.
Poważne wątpliwości w czasie kampanii budziło to, czy Dole nie jest za stary do tej pracy (Clinton sarkastycznie powiedział w czasie debaty z jego oponentem, że to wiek jego poglądów mnie niepokoi, na co Dole odparował: jeżeli ktoś nie ma własnych poglądów, to rzeczywiście moje mogą mu się nie podobać). Poza tym administracja Clintona i Gore’a cieszyła się wielką popularnością dzięki udanej polityce i to oni zdecydowanie wygrali.
- Clinton – 47 402 357 głosów (379 elektorskich)
- Dole – 39 198 755 głosów (159 elektorskich)
- Perot – 8 085 402 głosy (0 elektorskich)

### Emerytura
Na emeryturze występował m.in. w różnych problemach i jako lobbysta. W czasie próby usunięcia z urzędu prezydenta Clintona bronił go wbrew stanowisku swej partii.
15 września 2017 - w uznaniu zasług dla narodu jako żołnierza, ustawodawcy i męża stanu - został uhonorowany podczas ceremonii w Rotundzie Kapitolu Stanów Zjednoczonych m.in. przez prezydenta Donalda Trumpa - Złotym Medalem Kongresu (Congressional Gold Medal) - jednym z najwyższych odznaczeń cywilnych w Stanach Zjednoczonych.
W 2019 został odznaczony Krzyżem Komandorskim z Gwiazdą Orderu Zasługi Rzeczypospolitej Polskiej.
Zmarł 5 grudnia 2021 roku w wieku 98 lat.

## Życie prywatne
W 1948 ożenił się z Phyllis Holden, terapeutką w szpitalu w Michigan. Ich córka Robyn urodziła się w 1954. Rozwiedli się w 1972.
W 1975 poślubił Elizabeth, która była później sekretarzem w gabinetach prezydentów Ronalda Reagana i George’a Busha seniora, kandydatką do nominacji prezydenckiej republikanów w 2000 oraz senatorem z Karoliny Północnej.

## Odznaczenia
- Order Wolności (Kosowo, 2004)[4]